# Cassidulinita
Cassidulinita es un género de foraminífero bentónico de la familia Cassidulinidae, de la superfamilia Cassidulinoidea, del suborden Buliminina y del orden Buliminida. Su especie tipo es Cassidulinita prima. Su rango cronoestratigráfico abarca el Plioceno.

## Discusión
Clasificaciones previas incluían Cassidulinita en el suborden Rotaliina del orden Rotaliida.

## Clasificación
Cassidulinita incluye a las siguientes especies:
- Cassidulinita aquaeturris †
- Cassidulinita prima †